# Politrudnia
Politrudnia (ukr. Політрудня) – wieś na Ukrainie, w obwodzie czernihowskim, w rejonie czernihowskim, w hromadzie Horodnia. W 2001 liczyła 108 mieszkańców, spośród których 101 wskazało jako ojczysty język ukraiński, a 7 rosyjski.